# Niño pobre, niño rico
Niño pobre, niño rico es una película mexicana de 1985, dirigida por Sergio Véjar. Esta protagonizada por Pedro Fernández, Norma Lazareno, Armando Silvestre y Paquito Cuevas.

## Argumento
Dos adolescentes, Pepe y Mario (Paquito Cuevas y Pedro Fernández), entablan una estrecha amistad que hace que sus respectivas familias se unan a pesar de sus diferencias.

## Reparto
- Pedro Fernández – Mario Cervantes hijo
- Norma Lazareno – Laura
- Armando Silvestre – Mario Cervantes padre
- Paquito Cuevas – Pepe
- Tony Bravo – Papá de Pepe
- Carmelita González – Rosa
- José Elías Moreno – Roberto
- María Prado
- César Sobrevals
- Bárbara Córcega – Teresa
- Alfredo Varela
- Martha José
- Fernando Yapur
- Daniel Galindo - Luis
- Nora Veryán
- Claudia Araceli